# Bulkley River Indian Reserve 19
Bulkley River Indian Reserve 19 är ett reservat i Kanada.   Det ligger i provinsen British Columbia, i den centrala delen av landet, 3 700 km väster om huvudstaden Ottawa.
I omgivningarna runt Bulkley River Indian Reserve 19 växer i huvudsak blandskog. Trakten runt Bulkley River Indian Reserve 19 är nära nog obefolkad, med mindre än två invånare per kvadratkilometer.